# St Mary Bourne
St Mary Bourne est une paroisse civile et un village du Hampshire, en Angleterre.